# Valeri Polianski

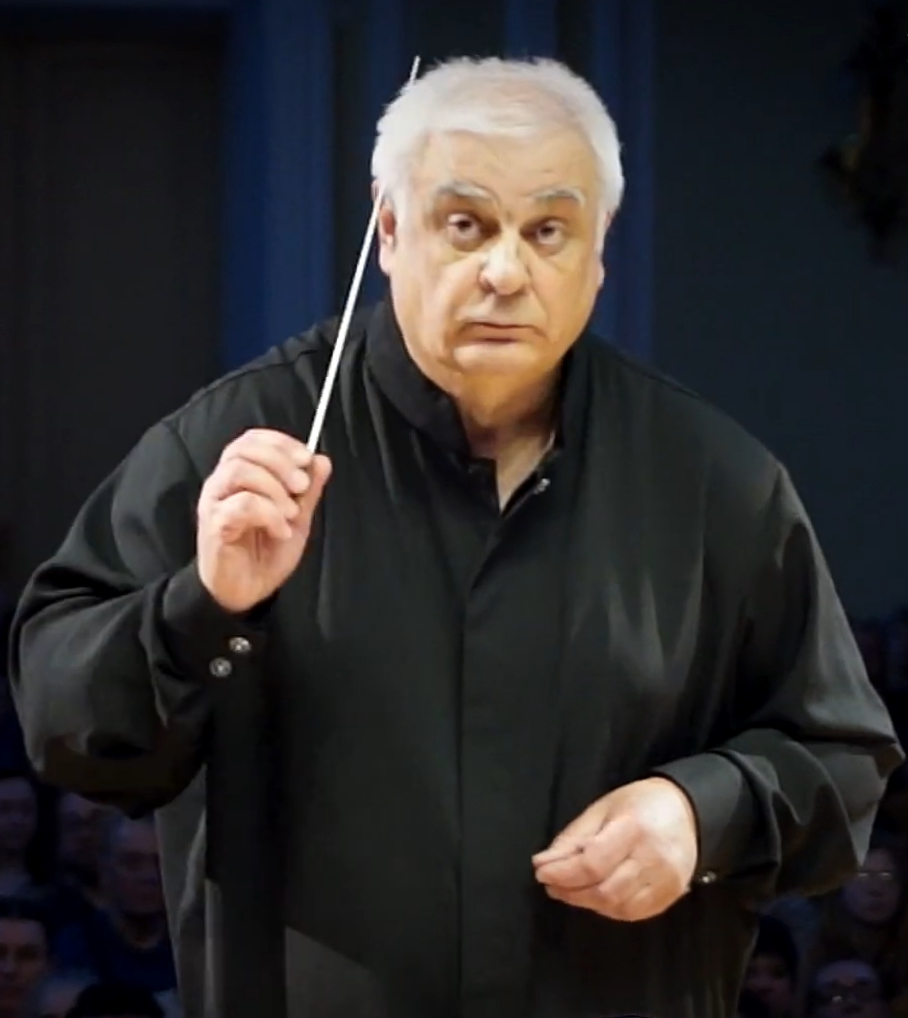
Valeri Polianski, mayo de 2019

Valeri Kuzmich Polianski (en ruso: Вале́рий Кузьми́ч Поля́нский; Moscú, 19 de abril de 1949) es un director de orquesta soviético y ruso, profesor del Conservatorio de Moscú, fundador, director artístico y director titular de la Capilla Sinfónica Académica Estatal de Rusia. Artista del Pueblo de la Federación de Rusia (1996), premio estatal de la Federación de Rusia (1996).

## Biografía
Nacido en 1949 en Moscú. Se graduó en 1967 (promoción de E. Zvereva), en el Conservatorio de Moscú (promoción del profesor B.I. Kulikov (dirección coral) y de O. Dimitriadi (dirección de ópera y sinfónica)). En la formación de posgrado fue alumno del gran G. N. Rozhdestvensky, quien tuvo una gran influencia en su actividad artística posterior.
El debut de Polianski como director tuvo lugar ya en 1971: cuando aún era estudiante, dirigió el coro de cámara de estudiantes del Conservatorio Estatal de Moscú en el mismo centro. En 1971 se convirtió en el director titular del Teatro de Opereta de Moscú.
En 1975, en su participación en el concurso internacional "Guido d'Arezzo", el coro de cámara de Polianski resultó ganador en la categoría de "canto académico" y la "Campana de Oro", símbolo del mejor coro del concurso. Polianski recibió un premio especial como mejor director del concurso: “Es un verdadero Karajan de la dirección coral, poseedor de una musicalidad excepcionalmente brillante y flexible”.
En 1977, sin abandonar el coro, Polianski se convirtió en director del Teatro Bolshói de la URSS.
Desde 1992, Valeri  Polianski ha actuado como director artístico y director titular de la Capilla Sinfónica Académica Estatal de Rusia .

## Actuaciones y grabaciones
Las grabaciones de los conciertos de Bortnianski y de las “Vísperas” de Rajmáninov, publicadas en la época soviética, se encuentran entre las interpretaciones más importantes de la música coral rusa. Es uno de los mayores especialistas en la música de Rajmáninov y la discografía de Polianski incluye todas las sinfonías de Rajmáninov, todas sus óperas en concierto y todas sus obras corales. Polianski es el presidente de la Sociedad Rajmáninov y también dirige el Concurso Internacional de Piano Rajmáninov.
Valeri  Polianski en su práctica creativa combina la técnica de la dirección coral con la técnica de un director sinfónico, lo que le permite abordar obras de diversa composición y gran número de intérpretes. Desde 1992, ha sido director titular y director artístico de la Capilla Sinfónica Académica Estatal de Rusia, que incluye una orquesta sinfónica y un coro, que cuenta con más de 200 músicos.
Además de obras de autores contemporáneos, Polianski interpreta repertorio orquestal y coral clásico y también revive obras olvidadas de compositores del pasado que no se habían interpretado durante muchos años. Hay que destacar su versión de la ópera “ Eugene Oneguin ” de P. I. Chaikovski en el Teatro Musical de Gotemburgo. En este ámbito fue director titular del festival “Opera Evenings” de Gotemburgo durante varios años y en total, desde 2000, ha representado 23 óperas.
El 27 de julio de 2011 celebró el estreno de la ópera “ La leyenda de la ciudad de Yelets ” de Aleksandr Chaikovski en un espacio abierto de la ciudad de Yelets.
Polianski ha abordado ciclos especiales dedicados a J. Verdi, del que presentó las óperas “ Luisa Miller ”, “ Il Trovatore ”, “ Rigoletto ”, “ La fuerza del destino ”, “ Falstaff ”. Valeri  Polianski se esfuerza por presentar la ópera en una interpretación históricamente precisa, utilizando las ediciones del autor.
La discografía de Polianski incluye más de 80 discos. Entre ellos se encuentran obras corales, sinfónicas y vocales-sinfónicas de Haydn, Beethoven, Brahms, Bruckner, Dvorak, Glazunov, Prokófiev, Rajmáninov, Reger, Skriabin, Tanéyev (todas sus sinfonías), Chaikovski, Schnittke, Shostakóovich y muchos otros compositores.

## Conjuntos liderados por Polianski
- 1971-1991 Coro de cámara del Conservatorio Estatal de Moscú. Posteriormente, el Coro de Cámara Estatal del Ministerio de Cultura de la URSS
- 1971—1977 Orquesta del Teatro de Opereta de Moscú
- 1977-1980 Orquesta del Teatro Bolshoi (director)
- Desde 1992 Capilla Sinfónica Académica Estatal de Rusia

Además, Polianski ha trabajado a lo largo de los años con orquestas de Bielorrusia, Islandia, Finlandia, Holanda, Taiwán, Alemania y Turquía.

## Reconocimientos
- Artista de Honor de la RSFSR (2 de marzo de 1989) - por sus servicios en el campo del arte musical soviético.[1]
- Artista del Pueblo de la Federación Rusa ( 9 de abril de 1996 ) - por sus grandes servicios en el campo del arte.[2]
- Premio Estatal de la Federación de Rusia en el campo de la literatura y el arte en 1995 (en el campo del arte musical y coreográfico, 27 de mayo de 1996 ) - por la creación y actuación en el festival de música aniversario "Alfred Schnittke Festival" (1994, Moscú ) de la Tercera y Cuarta Sinfonías, Concierto para viola y orquesta, Concierto nº 2 para violonchelo y orquesta, Concierto grosso nº 5, tres coros espirituales (“Ave a la Virgen María”, “Jesucristo”, “Padre Nuestro” ), cantata “La historia del doctor Johann Faustus” [3]
- Premio del Gobierno de la Federación de Rusia 2010 en el campo de la cultura - por el ciclo de programas de conciertos "Ópera en concierto" .
- Orden al Mérito de la Patria, grado III ( 28 de marzo de 2019) - por su gran contribución al desarrollo de la cultura y el arte nacionales, los medios de comunicación y muchos años de actividad creativa.[4]
- Orden al Mérito de la Patria, grado IV ( 3 de octubre de 2007) - por su gran contribución al desarrollo del arte musical y sus muchos años de actividad creativa.[5]
- Orden de Honor ( 22 de noviembre de 1999 ) - por servicios al estado, gran contribución al fortalecimiento de la amistad y la cooperación entre los pueblos, muchos años de fructífera actividad en el campo de la cultura y el arte.[6]
- Certificado de Honor del Presidente de la Federación de Rusia ( 3 de marzo de 2016 ) - por sus servicios al desarrollo de la cultura, los medios de comunicación y muchos años de fructífera actividad.[7]
- Agradecimiento del presidente de la Federación de Rusia (18 de junio de 2021) - por sus servicios al desarrollo de la cultura y el arte nacionales, muchos años de fructífera actividad.[8]
- Agradecimiento del Presidente de la Federación de Rusia (23 de julio de 2009) - por sus grandes servicios en el desarrollo del arte musical nacional y muchos años de actividad creativa.[9]
- Premio del Estado de la Unión en el campo de la literatura y el arte (2018).[10]